# Primetime Emmy Awards
Les Primetime Emmy Awards sont des récompenses de la télévision américaine décernées par l'Academy of Television Arts and Sciences et récompensant l'excellence dans les programmes de télévision diffusés en première partie de soirée (prime-time). Pour la première fois décernés en 1949, les Primetime Emmy Awards étaient à l'origine simplement appelés Emmy Awards, jusqu'à la première cérémonie des Daytime Emmy Awards dans les années 1970, où le mot « Primetime » a été ajouté pour éviter les confusions.
La cérémonie de remise des Primetime Emmys se déroule généralement en septembre, le dimanche avant le début officiel des saisons inédites de l'automne. Elle est retransmise en alternance par les grands réseaux nationaux américains (CBS, ABC, NBC et FOX).
Les Emmy Awards ou « Emmys » sont considérés comme les équivalents télévisuels des Oscars (pour le cinéma), des Grammy Awards (pour la musique) et des Tony Awards (pour le théâtre). Les Primetime Emmy Awards sont les récompenses les plus importantes des Emmys.
Au cours de la cérémonie de remise de Primetime Emmys sont remis les Creative Arts Primetime Emmy Awards, qui font partie de la catégorie des Creative Arts Emmy Awards récompensant spécialement les techniciens de la télévision, dans chacune des cérémonies. La cérémonie est diffusée en marge de la soirée principale. Face au nombre de catégories important (plus de 80), il fut décidé qu'à partir de 2016, les Creative Arts Primetime Emmy seraient scindés en deux soirées.

## Catégories de récompenses

### Séries dramatiques
- Meilleure série télévisée dramatique (Outstanding Drama Series)
- Meilleur acteur dans une série télévisée dramatique (Outstanding Lead Actor in a Drama Series)
- Meilleure actrice dans une série télévisée dramatique (Outstanding Lead Actress in a Drama Series)
- Meilleur acteur dans un second rôle dans une série télévisée dramatique (Outstanding Supporting Actor in a Drama Series)
- Meilleure actrice dans un second rôle dans une série télévisée dramatique (Outstanding Supporting Actress in a Drama Series)
- Meilleure réalisation pour une série télévisée dramatique (Outstanding Directing for a Drama Series)
- Meilleur scénario pour une série télévisée dramatique (Outstanding Writing for a Drama Series)

### Séries comiques
- Meilleure série télévisée comique (Outstanding Comedy Series)
- Meilleur acteur dans une série télévisée comique (Outstanding Lead Actor in a Comedy Series)
- Meilleure actrice dans une série télévisée comique (Outstanding Lead Actress in a Comedy Series)
- Meilleur acteur dans un second rôle dans une série télévisée comique (Outstanding Supporting Actor in a Comedy Series)
- Meilleure actrice dans un second rôle dans une série télévisée comique (Outstanding Supporting Actress in a Comedy Series)
- Meilleure réalisation pour une série télévisée comique (Outstanding Directing for a Comedy Series)
- Meilleur scénario pour une série télévisée comique (Outstanding Writing for a Comedy Series)

### Mini-séries et téléfilms
- Meilleure mini-série (Outstanding Miniseries)
- Meilleur téléfilm (Outstanding Movie)
- Meilleur acteur dans une mini-série ou un téléfilm (Outstanding Lead Actor in a Miniseries or a Movie)
- Meilleure actrice dans une mini-série ou un téléfilm (Outstanding Lead Actress in a Miniseries or a Movie)
- Meilleur acteur dans un second rôle dans une mini-série ou un téléfilm (Outstanding Supporting Actor in a Miniseries or a Movie)
- Meilleure actrice dans un second rôle dans une mini-série ou un téléfilm (Outstanding Supporting Actress in a Miniseries or a Movie)
- Meilleure réalisation pour une mini-série ou un téléfilm (Outstanding Directing for a Miniseries, Movie or a Dramatic Special)
- Meilleur scénario pour une mini-série ou un téléfilm (Outstanding Writing for a Miniseries, Movie or a Dramatic Special)

### Émissions de divertissement et de téléréalité
- Meilleure émission de divertissement (Outstanding Variety Series)
- Meilleure réalisation pour une émission de divertissement (Outstanding Directing for a Variety Series)
- Meilleur scénario pour une émission de divertissement (Outstanding Writing for a Variety Series)
- Meilleur jeu de téléréalité (Outstanding Reality-Competition Program)

### Creative Arts Primetime  Emmy Awards
- Programmes
  - Meilleure émission de téléréalité (Outstanding Reality Program)
  - Meilleure émission speciale de variété, musicale ou comique (Outstanding Variety, Music, or Comedy Special)
  - Meilleure série d'information (Outstanding Informational Series)
  - Meilleur programme spécial (Outstanding Special Class Program)
  - Meilleur programme pour enfants (Outstanding Children's Program)
- Participations
  - Meilleur acteur invité dans une série télévisée dramatique (Outstanding Guest Actor in a Drama Series)
  - Meilleure actrice invitée dans une série télévisée dramatique (Outstanding Guest Actress in a Drama Series)
  - Meilleur acteur invité dans une série télévisée comique (Outstanding Guest Actor in a Comedy Series)
  - Meilleure actrice invitée dans une série télévisée comique (Outstanding Guest Actress in a Comedy Series)
  - Meilleur doublage (Outstanding Voice-Over Performance)
  - Meilleure prestation individuelle en animation (Outstanding Individual Achievement in Animation)
  - Meilleur présentateur dans une émission de téléréalité (Outstanding Host for a Reality or Reality-Competition Program)
  - Meilleure prestation individuelle pour une émission de variétés ou musicale (Outstanding Individual Performance in a Variety or Music Program)
- Animation
  - Meilleur programme d'animation - Moins d'une heure (Outstanding Animated Program for Programming Less Than One Hour)
  - Meilleur programme d'animation - Une heure ou plus (Outstanding Animated Program for Programming One Hour or More)
- Direction artistique
  - Meilleure direction artistique pour une série à caméras multiples (Outstanding Art Direction for a Multi-Camera Series)
  - Meilleure direction  artistique pour une série à caméra unique (Outstanding Art Direction for a Single-Camera Series)
  - Meilleure direction  artistique pour une minisérie, un téléfilm ou un programme spécial (Outstanding Art Direction for a Miniseries, Movie or a Special)
  - Meilleure direction  artistique pour un programme de variété ou musical (Outstanding Art Direction for a Variety or Music Program)
- Casting
  - Meilleur casting pour une série comique (Outstanding Casting for a Comedy Series)
  - Meilleur casting pour une série dramatique (Outstanding Casting for a Drama Series)
  - Meilleur casting pour une minisérie, un téléfilm ou un programme spécial (Outstanding Casting for a Miniseries, Movie or a Special)
- Chorégraphie
  - Meilleure chorégraphie (Outstanding Choreography)
- Photographie
  - Meilleure photographie pour une série à caméras multiples (Outstanding Cinematography for a Multi-Camera Series)
  - Meilleure photographie pour une série à caméra unique (Outstanding Cinematography for a Single-Camera Series)
  - Meilleure photographie pour une série d'une heure (Outstanding Cinematography for a One Hour Series)
  - Meilleure photographie pour une série d'une demi-heure (Outstanding Cinematography for a Half-Hour Series)
  - Meilleure photographie pour une minisérie ou un téléfilm (Outstanding Cinematography for a Miniseries or Movie)
  - Meilleure photographie pour un programme documentaire (Outstanding  Cinematography for Nonfiction Programming)
- Publicité
  - Meilleure publicité (Outstanding Commercial)
- Costumes
  - Meilleur costumes pour une série (Outstanding Costumes for a Series)
  - Meilleur costumes pour une minisérie, un téléfilm ou un programme spécial (Outstanding Costumes for a Miniseries, Movie or a Special)
- Montage
  - Meilleur montage à caméra unique pour une série dramatique (Outstanding Single-Camera Picture Editing for a Drama Series)
  - Meilleur montage à caméra unique pour une série comique (Outstanding Single-Camera Picture Editing for a Comedy Series)
  - Meilleur montage à caméra unique pour une minisérie, un téléfilm ou un programme spécial (Outstanding Single-Camera Picture Editing for a Miniseries, Movie or a Special)
  - Meilleur montage à caméras multiples pour une série dramatique (Outstanding Multi-Camera Picture Editing for a Series)
  - Meilleur montage à caméras multiples pour une série comique (Outstanding Multi-Camera Picture Editing for a Miniseries, Movie or a Special)
  - Meilleur montage à caméras multiples pour une minisérie, un téléfilm ou un programme spécial (Outstanding Picture Editing For Nonfiction Programming)
- Coiffure
  - Meilleure coiffure pour une série (Outstanding Hairstyling for a Series)
  - Meilleure coiffure pour une minisérie, un téléfilm ou un programme spécial (Outstanding Hairstyling for a Miniseries, Movie or a Special)
- Télévision interactive 
  - Meilleure réussite en télévision interactive dans un programme spécifique (Outstanding Achievement in Interactive Television, Program-Specific)
  - Meilleure réussite en télévision interactive dans un programme non spécifique (Outstanding Achievement in Interactive Television, Non-Program-Specific)
- Éclairages
  - Meilleurs éclairages (Outstanding Lighting Direction)
- Générique
  - Meilleur design du générique (Outstanding Main Title Design)
- Maquillage
  - Meilleur maquillage pour une série, une minisérie, un téléfilm ou un programme spécial - Prothésique (Outstanding Makeup for a Series, Miniseries, Movie or a Special - Prosthetic)
  - Meilleur maquillage pour une série - Non-prothésique (Outstanding Makeup for a Series - Non-Prosthetic)
  - Meilleur maquillage pour une minisérie, un téléfilm ou un programme spécial - Non-prothésique (Outstanding Makeup for a Miniseries, Movie or a Special - Non-Prosthetic)
- Musique
  - Meilleure performance individuelle dans un programme de musique/danse classique (Outstanding Individual Achievement - Classical Music/Dance Programming)
  - Meilleure composition musicale pour une série (Outstanding Music Composition for a Series)
  - Meilleure composition musicale pour une minisérie, un téléfilm ou un programme spécial (Outstanding Music Composition for a Miniseries, Movie or a Special)
  - Meilleure direction musicale (Outstanding Music Direction)
  - Meilleures musiques et paroles (Outstanding Music And Lyrics)
  - Meilleure musique de générique (Outstanding Main Title Theme Music)
- Documentaires
  - Meilleur programme documentaire spécial (Outstanding Nonfiction Special)
  - Meilleure série documentaire (Outstanding Nonfiction Series)
- Montage sonore
  - Meilleur montage sonore pour une série (Outstanding Sound Editing for a Series)
  - Meilleur montage sonore pour une minisérie, un téléfilm ou un programme spécial (Outstanding Sound Editing for a Miniseries, Movie or a Special)
  - Meilleur montage sonore pour un programme documentaire (Outstanding Sound Editing For Nonfiction Programming)
- Mixage du son
  - Meilleur mixage du son pour une série à caméra unique (Outstanding Single-Camera Sound Mixing for a Series)
  - Meilleur mixage du son pour une minisérie ou un téléfilm à caméra unique (Outstanding Single-Camera Sound Mixing for a Miniseries or a Movie)
  - Meilleur mixage du son pour une série ou un programme spécial à caméras multiples (Outstanding  Multi-Camera Sound Mixing for a Series or Special)
  - Meilleur mixage du son pour une série de variété ou musicale ou un programme spécial (Outstanding Sound Mixing for a Variety or Music Series or Special)
  - Meilleur mixage du son pour un programme documentaire (Outstanding Sound Mixing For Nonfiction Programming)
- Effets visuels
  - Meilleurs effets visuels pour une série (Outstanding Special Visual Effects for a Series)
  - Meilleurs effets visuels pour une minisérie, un téléfilm ou un programme spécial (Outstanding Special Visual Effects for a Miniseries, Movie or a Special)
- Direction technique
  - Meilleure direction technique, cadrage et vidéo pour une série (Outstanding Technical Direction, Camerawork, Video for a Series)
  - Meilleure direction technique, cadrage et vidéo pour une minisérie, un téléfilm ou un programme spécial (Outstanding Technical Direction, Camerawork, Video for a Miniseries, Movie or a Special)
- Autres catégories
  - Meilleure réalisation pour un programme documentaire (Outstanding  Directing for Nonfiction Programming)
  - Meilleur scénario pour un programme documentaire (Outstanding Writing for Nonfiction Programming)
  - Meilleure coordination des cascades (Outstanding Stunt Coordination)

### Récompenses passées
- Super Emmy Awards (seulement en 1974, un vote permettait de juger)
- Emmy de la meilleure actrice de l'année (Actress of the Year)
- Emmy de la meilleure émission en direct (Best Live Show)
- Emmy de la meilleure émission enregistrée (Best Kinescope Show)
- Emmy de la meilleure prestation en direct (Most Outstanding Live Personality)
- Emmy de la meilleure prestation enregistrée (Most Outstanding Kinescoped Personality)
- Emmy de la meilleure nouveauté (Best New Program)
- Emmy de la meilleure émission spéciale sportive (Outstanding Live Sports Special)[2]
- Emmy de la meilleure personnalité sportive (Outstanding Sports Personality)[2]
- Emmy de la meilleure retransmission sportive (Best Sports Coverage)[2]
- Emmy du meilleur programme individuel dramatique en journée (Outstanding Program Achievement by Individuals in Daytime Drama)[3]
- Emmy du meilleur programme dramatique en journée (Outstanding Program Achievement in Daytime Drama)[3]
- Emmy de la meilleure série de western (Best Western Series) (1958-1959)